# František Bělehrádek
František Bělehrádek (14. července 1867 Rozseč nad Kunštátem – 7. dubna 1935 Praha) byl člen užšího vedení české odbojové skupiny Maffie a ředitel kanceláře Ústřední matice školské.

## Život
Pocházel ze selského rodu v Rozseči nad Kunštátem (čp. 1). V roce 1886 maturoval na českém klasickém gymnáziu v Brně. Vysokou školu z rodinných důvodů nedokončil a do roku 1896 pracoval v různých kancelářích, mj. byl vedoucím kanceláře právníka a politika Tomáše Černého, který byl strýcem Přemysla Šámala, čelného představitele Maffie. V roce 1891 byl tajemníkem II. všesokolského sletu. Od roku 1896 působil jako referent, od roku 1899 do roku 1934 jako ředitel kanceláře, v Ústřední matici školské v Praze. Po vypuknutí první světové války se zapojil do českého domácího odboje. Po zatčení Karla Kramáře a Aloise Rašína byl od roku 1915 členem užšího vedení Maffie.
Jeho synem byl Jan Bělehrádek, biolog a politik.

## Ocenění
- V roce 1924 obdržel Československou revoluční medaili[2]
- Byla po něm pojmenována Česká základní škola v Želešicích (8. 9. 1935)[3]
- Byl jmenován čestným občanem obce Rozseč nad Kunštátem[5]